# 久米攻
久米 攻（くめ おさめ、1944年〈昭和19年〉12月18日 - 2011年〈平成23年〉12月23日）は、日本映画の特殊効果技師。徳島県出身。

## 人物
美術学校在学中、フジテレビで美術のアルバイトを務めているときに大平二郎の誘いを受け、1966年に大平特殊効果へ入社。渡辺忠昭を補佐、2000年の渡辺の定年退職後、特撮映画の特殊効果（火薬類取り扱い）第一人者となる。
火薬の特殊効果について、配合率などは変化していっているが、技術については平成になっても昭和から進歩していないと述べている。むしろ火薬の規制強化によって原料の質が落ちており、平成でも昭和と同じレベルを維持することが難しかったと述べている。
特撮監督の樋口真嗣は、学生時代に手伝いで参加していた『零戦燃ゆ』の頃に、飲み会で酔いつぶれ久米の車で嘔吐してしまい、詫びとして特殊効果部で1ヶ月タダ働きすることになったという。

## 主な参加作品
- 1966年 - ゴジラ・エビラ・モスラ 南海の大決闘[5]
- 1967年 - 怪獣島の決戦 ゴジラの息子[3]
- 1968年 - 怪獣総進撃[1][3]
- 1968年 - 連合艦隊司令長官 山本五十六[3]
- 1969年 - 日本海大海戦[3]
- 1970年 - ゲゾラ・ガニメ・カメーバ 決戦!南海の大怪獣[1]
- 1970年 - 蝦夷館の決闘[3]
- 1977年 - 北京原人の逆襲[1]
- 1978年 - 宇宙からのメッセージ
- 1983年 - 日本海大海戦 海ゆかば
- 1984年 - さよならジュピター
- 1984年 - 零戦燃ゆ
- 1984年 - ゴジラ[4]
- 1985年 - プルガサリ 伝説の大怪獣
- 1987年 - 竹取物語
- 1989年 - ガンヘッド
- 1989年 - ゴジラvsビオランテ
- 1991年 - ゴジラvsキングギドラ
- 1992年 - ゴジラvsモスラ
- 1993年 - ゴジラvsメカゴジラ
- 1994年 - ヤマトタケル
- 1994年 - ゴジラvsスペースゴジラ
- 1995年 - ゴジラvsデストロイア
- 1996年 - モスラ
- 1997年 - モスラ2 海底の大決戦
- 1998年 - モスラ3 キングギドラ来襲
- 1999年 - ゴジラ2000 ミレニアム
- 2000年 - クロスファイア
- 2000年 - ゴジラ×メガギラス G消滅作戦
- 2001年 - ゴジラ・モスラ・キングギドラ 大怪獣総攻撃
- 2002年 - ゴジラ×メカゴジラ
- 2003年 - ゴジラ×モスラ×メカゴジラ 東京SOS
- 2004年 - ゴジラ FINAL WARS[4]